# Josef Toman

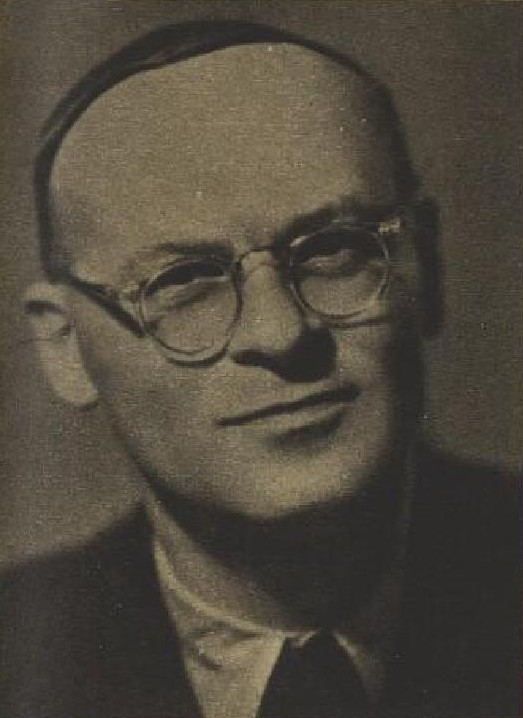
Josef Toman (1949)

Josef Toman (* 6. April 1899 in Prag, Königreich Böhmen; † 27. Januar 1977 ebenda, ČSSR) war ein tschechischer Schriftsteller.

## Leben
Toman besuchte bis 1918 die Handelsakademie in Prag. Von 1923 bis 1945 war er im Verlag des Künstlerverband Mánes tätig, anfangs als Sekretär, später als Direktor. Während des Zweiten Weltkriegs gehörte der Autor dem illegalen Komitee der Intelligenz an.
Toman arbeitete seit 1953 freischaffend. Sein 1957 veröffentlichter Aufbauroman Wo sich die Füchse gute Nacht sagen war das Resultat eines längeren Zusammenlebens mit Waldarbeitern. Diesen Roman und auch die nachfolgenden Werke verfasste Toman gemeinsam mit seiner Frau Miroslava Tomanová (1906–1991).
Er unternahm ausgedehnte Reisen durch Europa, Nordafrika und Kleinasien, um am Schauplatz seiner Romane Milieustudien zu betreiben.

## Werke (Auswahl)
- David Hron. Prag 1929.
- Der Mensch von nirgendwo. 1933.
- Vosni knízdó. Prag 1938.
  - Deutsch: Das Wespennest. 1938.
  - Deutsch: Kartenhaus. 1956.
- Don Juan. 1944.
  - Deutsch: Don Juan. Rowohlt, Reinbek 1988. ISBN 3-499-40047-2 (übersetzt von Franz Peter Künzel)
- Kde lišky dávají dobrou noc. Prag 1957.
  - Deutsch: Wo sich die Füchse gute Nacht sagen. 2. Auflage, Verlag Kultur und Fortschritt, Berlin 1964 (übersetzt von Bruno Liehm)
- Po nás potopa. Prag 1963.
  - Deutsch: Nach uns die Sintflut. Buchklub 65, Berlin 1974 (übersetzt Gustav Just)
  - Deutsch: Tiberius und Caligula. Die Kaiser der Zeitenwende. Langen Müller, München 1981. ISBN 3-7844-1615-2 (übersetzt von Franz Peter Künzel)
- Sokrates. Prag 1975.
  - Deutsch: Sokrates. Langen Müller, München 1979. ISBN 3-7844-1728-0 (übersetzt von Karl Klausnitzer)